# Lände Mühlhausen
Die Lände Mühlhausen-Bachhausen ist ein Hafen- und Gewerbegebiet im Süden von Mühlhausen (Oberpfalz) im Landkreis Neumarkt in der Oberpfalz.

## Geographie
Die Lände Mühlhausen liegt südwestlich des Stadtgebietes von Mühlhausen und ist ein knapp 80 Hektar großes, reines Industriegebiet und ein Hafen am Main-Donau-Kanal. Die Entfernung zum Ortskern von Mühlhausen beträgt einen Kilometer. Das Gebiet ist eine sandige Niederung des Sulztales südlich unterhalb des Schlüpfelberg und liegt bei Kanalkilometer 114,2 Ost an der Haltung Bachhausen des Main-Donau-Kanales auf einer Höhe von 408 m Unmittelbar östlich grenzen der Solarpark Bavaria 
und der Dürrlohsee an, der die Scheitelhaltung des Kanales sicherstellt; einen Kilometer südöstlich befindet sich die Schleuse Bachhausen.

## Geschichte
Bereits seit den 1840er Jahren führt der Ludwig-Donau-Main-Kanal nahe an Mühlhausen vorbei. In den 1950er Jahren wurde dieser aufgelassen, und die Planungen für den Neubau eines Kanales begannen. Ab Mitte der 1980er Jahre wurde das Hafengelände im Zuge der Bauarbeiten zum Main-Donau-Kanal neu erschlossen, der Dürrlohspeicher angelegt, sowie die Sparschleuse Bachhausen errichtet. Der neu gebaute Hafen ging am 25. September 1992 in Betrieb. Auf dem „alten“ Ludwigs-Kanal findet in den Sommermonaten noch heute einmal monatlich ein unmotorisierter Museumsbetrieb statt; ein Pferd treidelt dann das Museumsschiff.

## Gewerbe und Infrastruktur
Von der für die Lände Mühlhausen-Bachhausen insgesamt zur Verfügung stehenden Fläche von ca. 80 Hektar sind bisher 20 Hektar genutzt; 9,3 Hektar hiervon beanspruchen die Hafenanlagen und einige Lagergebäude selbst. Weitere 20,5 Hektar belegt derzeit einer der größten Solarparks Europas. Umgeschlagen werden hauptsächlich Futter- und Düngemittel, Land- und Forstwirtschaftliche Erzeugnisse, Stahl, Steine und Schotter; derzeit jährlich etwa 35.000 Tonnen. Es stehen vier Mobilkräne mit 12 t Tragfähigkeit, Pumpen, ein Förderband und Lagermöglichkeiten für 13.500 t zur Verfügung, die derzeit von zwei Beschäftigten betreut werden.
Im Hafen Mühlhausen können bei 212 Meter Kailänge entweder ein Schubverband mit 185 m Länge oder zwei Gütermotorschiffe à 110 m Länge gleichzeitig festmachen und geleichtert oder beladen werden. Direkt östlich der Kaianlage besteht eine Wendemöglichkeit für Wasserfahrzeuge mit einer Länge von bis zu 110 m.

## Verkehr
Die Kreisstraße NM 19 quert die Lände Mühlhausen - Bachhausen und führt zur B 299.